# Fusarium sulphureum
Fusarium sulphureum är en svampart som beskrevs av Schltdl. 1824. Fusarium sulphureum ingår i släktet Fusarium och familjen Nectriaceae.   Inga underarter finns listade i Catalogue of Life.